# Landau an der Isar
Ne doit pas être confondu avec Landau in der Pfalz.
Pour les articles homonymes, voir Landau.
Landau an der Isar est une ville de Bavière (Allemagne), située dans l'arrondissement de Dingolfing-Landau, dans le district de Basse-Bavière.

## Économie
- Le siège de Einhell, fabricant d'outils électriques, est situé à Landau an der Isar.